# Krojaček hlaček
Krojaček Hlaček je knjiga pravljic, ki jo je leta 1970 napisal Leopold Suhodolčan. V knjigi je zbranih deset krajših zgodbic. V vseh je glavni junak krojaček Hlaček, ki rešuje ostale nastopajoče like. Predstavlja nam junaka, ki do rešitve pride na preprost način (največkrat s pripomočki za šivanje) in ne s pomočjo nadnaravnih sil.

## Interpretacija
V vsaki od zgodbic se krojaček Hlaček s šiviljskimi pripomočki spopada z raznovrstnimi, večinoma vsakdanjimi, težavami. Leopold Suhodolčan zgodbice otrokom približa z zanimivo pripovedjo in zanimivimi rešitvami nastalih težav. Pripoved skupaj z ilustracijo bralcu prikazuje dogajanje v zgodbi. Slikanica bralcu pomaga besedilo povezovati s sliko. Otroku ponudi čutno, čustveno in domišljijsko zaposlitev in potešitev, kot sta si jo zamislila pisatelj in ilustrator. Krojaček Hlaček sodi med pripovedno prozo za mladino. Gre za tako imenovano iracionalno pripovedno prozo, za katero je značilna pisana paleta različnih besedilnih stvaritev pravljično fantazijskega značaja.
Tovrstni teksti se v načelu nanašajo na otrokovo čustveno dojemanje sveta in odsevajo svojevrstno otroško logiko in njena »pravila«, saj »lovijo« in »odsevajo« tipiko otroškega doživljajskega sveta in sveta igre, v katerem sta vsakdanji realni svet in »neresnični« svet otrokovih želja in domišljije tesno povezani in tudi povsem enakovredni kategoriji.
(Kobe, M. Pogledi na mladinsko književnost)
V pravljicah se kaže problematika sodobnega sveta in problemi otrok, kot na primer v zgobici Kdo smo?, ko se Borko, Bine in Breda naveličajo biti to kar so in si želijo biti nekaj drugega. Krojaček Hlaček v želji, da bi se otrokom bolje godilo, najde enostavno rešitev prav za vsak problem. Rešitve pa ne doseže s pomočjo kakšnih sodobnih pripomočkov ali nadnaravnih sil, kakor je navadno moč zaznati v večini pravljic, temveč jih rešuje na čisto preprost način in največkrat kar s pripomočki za šivanje. Krojaček Hlaček npr. izdela avtomobil iz otroškega vozička, ki se premika nagumbih, ki mu služijo kot kolesa.

## Vsebina
V knjigi Krojaček Hlaček je objavljenih več kratkih pravljic in sicer: Hiša iz gumbov; Vrvohodec; Tekma; Izgubljenček; Telefon; Kdo smo?; Razbojnik Cincin; Pot skozi gozd; Trgovci; Naše mesto.

### Hiša iz gumbov
Tinko in njegova mama ostaneta brez strehe nad glavo. Ker jima ne moreta pomagati niti sosed Martin niti župan, krojaček Hlaček pa ima premajhno hišo, jima krojaček Hlaček, Borko, Bine in Breda zgradijo hišico iz gumbov in  tako dobita streho nad glavo.
Dogajalni čas: jesen; lahko sklepamo, da dežuje
Dogajalni prostor: delavnica krojačka Hlačka
Pripovedovalec: tretjeosebni
Osebe: krojaček Hlaček, Tinko in njegova mama, sosed Martin, župan, Borko, Bine in Breda

### Vrvohodec
Krojaček Hlaček se odpravi na potovanje in na poti opazi žalostnega vrvohodca. Ta mu razloži, da je žalosten, ker nima vrvi, ki so jo uporabili za sušenje perila, vrvi za teličke in vrvice za kužke. Krojaček mu ponudi pomoč in mu med hišami napne svoj sukanec. Vrvohodec je skeptičen glede moči niti, zato mu krojaček Hlaček pokaže, da je dovolj močna. Ko mu množica začne ploskati, pogleda navzdol, se zmede in pade na tovornjak slame. Nato se opogumi tudi vrvohodec, ki je bil od tedaj naprej zopet srečen.
Dogajalni čas: nedoločen
Dogajalni prostor: ulica (krojaček Hlaček se odpravi na potovanje)
Pripovedovalec: tretjeosebni
Osebe: krojaček Hlaček, vrvohodec

### Tekma
V mesto je prišel mož s hitrim, rdečim avtom in vozil po pločnikih ter strašil ljudi. Krojaček je moža potegnil za nos, kar ga je razjezilo, zato ga je ta izzval na tekmovanje. Krojaček se je strinjal in si naredil vozilo iz starega vozička z gumbi namesto koles in nanj pritrdil zmaja. Mož je mislil, da je njegov avto najhitrejši daleč naokrog in da bo Hlačka premagal za šalo. Mož ga je sicer takoj prehitel, ko pa je zapihal veter, ga je krojaček dohitel, prehitel ter zmagal.
Dogajalni čas: sončen dan
Dogajalni prostor: ulica, cesta
Pripovedovalec: tretjeosebni
Osebe: krojaček Hlaček, Borko, Bine, Breda, mož z avtom

### Izgubljenček
Izgubil se je Nejček. Njegova mama in vsi ostali meščani so ga iskali. Krojaček Hlaček pa je moral najprej najti izgubljeni gumb na hlačah, da jih ne bi izgubil. Hlaček je iskal gumb tako, da je hodil za nitko, ki se je držala hlač. Gumb je našel v Nejčkovi roki, ko ga je hotel dati snežaku, ki je enega izgubil.
Dogajalni čas: zima
Dogajalni prostor: mesto
Pripovedovalec: tretjeosebni
Osebe: krojaček Hlaček, Nejčkova mama, Nejček, miličniki, gasilci, lovci, planinci

### Telefon
Borko, Bine in Breda so se igrali pismo. Ko je Borko rekel, da goljufata, so se sprli in razšli. Krojaček je bil žalosten in je šel do vsakega in s sukancem med njimi napeljal telefon. Vsi skupaj so se zopet začeli pogovarjati ter se zmenili, da se gredo znova igrati pismo.
Dogajalni čas: nedoločen
Dogajalni prostor: dvorišče, kjer so se igrali pismo ter domovi Borka, Bineta, Brede in krojačka hlačka
Pripovedovalec: tretjeosebni
Osebe: krojaček Hlaček, Borko, Bine, Breda

### Kdo smo?
Eden za drugim so Borko, Bine in Breda prišli h krojačku Hlačku, ker jim je bilo dolgčas in so se naveličali biti to kar so. Krojaček je tako vsakemu sešil novo obleko. Borko je postal pajac, Bine mornar in Breda plesalka. Tako so se igrali ves dan. Ko so prišli domov, jih starši niso prepoznali in jim zaprli vrata pred nosom. Odpravili so se nazaj h krojačku in se oblekli v to kar so bili.
Dogajalni čas: nedoločen
Dogajalni prostor: krojačkova delavnica, cesta, morje,
Pripovedovalec: tretjeosebni
Osebe: krojaček Hlaček, Borko, Bine, Breda

### Razbojnik Cincin
Prvi dan je v mestu manjkala sončna ura. Vsi so okrivili razbojnika Cincina. Ko so drugi dan izginili vsi klobuki, je bil krivec prav tako Cincin. Tretji dan pa je pojedel vse sladke štruce v pekarni. Meščani so se zelo razburjali in miličniki so ga začeli iskati. Preiskali so vse mesto, vendar razbojnika niso odkrili. Nato je na pomoč priskočil krojaček Hlaček. Vzel je svojo dolgo iglo in pomahal na levo stran in zadel muco. Pomahal je na desno stran in zadel razbojnika Cincina. Prerezal mu je vse žepe. Ven so padli pralni stroji, klobuki, štruce, škatle pralnega praška, ključi, pipe, zajček, knjiga za prvo pomoč in vžigalice. A sončne ure ni bilo. Ko se je pokazalo sonce, so jo vsi videli na starem mestu. Krojaček  je Cincinu zašil žepe in mu okrog vratu dal zvonček, da so vedno vedeli kje se potika.
Dogajalni čas: nedoločen (»tisti čas«)
Dogajalni prostor: mesto
Pripovedovalec: tretjeosebni
Osebe: krojaček Hlaček, meščani, miličniki, razbojnik Cincin

### Pot skozi gozd
Borko, Bine in Breda si niso upali skozi gozd, ker so tam živeli strahovi. Borko je rekel, da v gozdu živi bel strah. Bine je rekel, da živi v gozdu črn strah. Breda pa je rekla, da v gozdu živi strah z dolgimi lasmi in dolgimi rokami. Krojačku Hlačku se je vse skupaj zdelo smešno, zato se je odpravil v gozd, da jim dokaže, da strahov ni. V gozdu je srečal kosa, ki je jokal. Videl je, da ima raztrgano gnezdo in mu ga s šivanko zašil. Videl je tudi starega pajka z razcefrano mrežo. Tudi njemu je s šivanko in nitjo zašil mrežo. Bine, Borko in Breda so se začudili, da je krojaček Hlaček prišel iz gozda živ. Povedal jim je, da so strahovi v čakalnici pri zobozdravniku.
Dogajalni čas: nedoločen
Dogajalni prostor: gozd
Pripovedovalec: tretjeosebni
Osebe: krojaček Hlaček, Borko, Bine, Breda,

### Trgovci
Borko je prišel h krojačku, da bi kupil gumbe. Hlaček je rekel, da jih ne prodaja, ampak jih podari prijateljem. Borko je šel na trg in si zgradil stojnico z napisom »Prodajalna gumbov«. Takoj zatem je prišel Bine in vprašal, če mu krojaček proda sukanec. Krojaček Hlaček mu je rekel, da jih ne predaja, ampak jih podari prijateljem. Bine je šel na trg in si tudi on zgradil stojnico z napisom »Prodajalna sukancev«. Prišla je tudi Breda in prosila krojačka, če ji proda šivanke. Krojeaček ji je povedal enako, kot njenima prijateljema. Breda je stekla na trg in si tudi ona  zgradila stojnico z napisom »Prodajalna šivank«. Ko so vse prodali, so šli spet h Krojačku, da bi jim dal sukanec, šivanko in gumbe. Krojaček Hlaček jim je rekel, da ni njihov prijatelj, ker so trgovci. Vsi trije so se nato odpravili po nove gumbe, nove šivanke in nov sukanec, vendar ni bilo nikjer enakih.
Dogajalni čas: nedoločen
Dogajalni prostor: krojačkova delavnica, trg
Pripovedovalec: tretjeosebni
Osebe: krojaček Hlaček, Borko, Bine, Breda

### Naše mesto
Mimo krojačka so prišli Bine, Borko in Breda s culami. Rekli so, da odhajajo iz mesta, ker jim je dolgčas. Hlaček je rekel, da kdor želi, vedno najde delo. Ker mu niso verjeli, so sTavili. Tisti, ki bo izgubil stavo, pa bo moral počistiti vse dimnike. Krojaček je dal na vsako hišo gumb. Dimnike je okrasil z vozli, belim prtičkom, presto ... Hiše je okrasil z gumbi in podobno. Tako mesto spet postalo zanimivo in je dobil stavo, Bine, Borko in Breda so morali počistiti dimnike.
Dogajalni čas: nedoločen
Dogajalni prostor: mesto
Pripovedovalec: tretjeosebni
Osebe: krojaček Hlaček, Borko, Bine, Breda

## Liki v pravljici
Krojaček Hlaček
Krojaček Hlaček je glavna oseba v knjigi. S svojim znanjem in iznajdljivostjo marsikomu pomaga iz stiske. Lik krojačka Hlačka je zasnovan na osnovi prijateljstva in sočutja do drugih. Bistvo prijateljstva je prikazano, ko vedno pomaga svojim trem prijateljem, Bredi, Binetu in Borku ter tudi ostalim, ki jih sploh ne pozna, vendar jih sreča na cesti. Krojaček Hlaček predstavlja lik, ki poudarja pravičen način življenja, brez slabih ljudi in brez škodoželjnosti. Hkrati ponazarja, da realno življenje ni vedno tako, vendar se mu je vseeno z dobroto na preprost način moč upreti, ter doseči to, da je vsakdan zaznamovan s srečo in pravičnostjo.
Borko, Bine in Breda 
Borko, Bine in Breda so najboljši prijatelji krojačka Hlačka. Včasih se nam zazdi, da je Hlaček odrasla oseba, Borko, Bine in Breda pa so otroci. Večkrat se znajdejo v neprijetni situaciji, npr. v zgodbi Naše mesto. Vsi trije so pripravljeni zapustiti mesto, ker se jim zdi dolgočasno. Ne zdi se jim, da bi se težavo dalo rešiti drugače kot s tem, da odidejo. Večkrat ravnajo nepremišljeno in bežijo pred odgovornostjo.
Tinko in njegova mama 
Tinko in njegova mama nastopata v zgodbi Hiša iz gumbov. Sta obupana, ker sta brez strehe nad glavo in ne vesta, kje bosta živela. Obupano iščeta pomoč pri sosedu in pri županu, vendar jih oba zavrneta. Ko jima Hlaček zgradi hišo sta mu iz srca hvaležna.
 Sosed Martin 
Sosed Martin je Tinku in njegovi mami obljubil, da ju bo vzel pod streho in zataji, ko pride do odločilnega trenutka.
Župan 
Tudi župan nastopa v zgodbi Hiša iz gumbov. Ko ga Tinko in njegova mama prosita za pomoč pri iskanju strehe nad glavo, ju odločno zavrne, rekoč naj počakata do pomladi. Župan se ne meni za tuje probleme. Pomembno mu je, da je njemu lepo in se počuti dobro. Omenjeno je, da pije črno kavo, ki je znak prestiža.
Vrvohodec
Vrvohodec nastopa v zgodbi z naslovom Vrvohodec. Ko ga krojaček Hlaček sreča, je slabe volje, ker se mu je strgala vrv nad trgom. Zdi se, da mu je hoja po vrvi najpomembnejša stvar v življenju. Ko mu Hlaček napne nit nad trgom, je nejeveren in nezaupljiv, saj misli, da se bo vrv strgala in ne bo zdržala njegove teže. Na koncu, ko znova stopi na vrv, je spet srečen.
 Mož z novim avtom 
Mož z novim avtom nastopa v zgodbi Tekma. Postavlja se s svojim rdečim avtom in misli, da je najpomembnejši. Ne meni se za to, da se mu ljudje od strahu umikajo tudi na strehe. Izkaže se, da je nagle jeze in da ne mara, da se kdo norčuje iz njega. To je razvidno, ko se Hlaček pošali z njim in mu reče, da mora splezati na svetilko, da vidi koliko je ura, čeprav ure sploh ni bilo.
Nejček in njegova mama
Ti dve osebi nastopata v zgodbi Izgubljenček. Nejček je izredno radoveden in navihan fantič. Ko krojaček hodi za vrvico za gumbom in hkrati za Nejčkom, leze čez zasneženo streho, mimo dimnika, skoči v sneg, mimo zasnežene lokomotive, skozi tri hiše iz snega, nato dvakrat čez cesto in nato še mimo šestih sneženih mož. Vso to pot je pred njim z gumbom prehodil Nejček. Njegova mama pa se zanj zelo boji. Je skrbeča in jo v jok spravi vsaka malenkost, ki bi se mu lahko zgodila. V glavi ima najhujše možne scenarije kaj bi se lahko zgodilo Nejčku.
Miličniki, gasilci, lovci, planinci 
Miličniki, gasilci, lovci in planinci nastopajo v zgodbi Izgubljenček. Tavajo in ga iščejo po celem mestu, vendar ga nihče ne najde. Gasilci med iskanjem pripeljejo v ovinek in  prevrnejo, zato v globokem snegu iščejo izgubljen gasilski avto. Miličniki nastopajo tudi v zgodbi Razbojnik Cincin, kjer ravno tako brez uspeha, iščejo razbojnika Cincina.
Razbojnik Cincin 
Razbojnik Cincin nastopa v zgodbi z istim naslovom. Je pravi razbojnik, ki pokrade vse, kar mu pride pod roke, ne glede na to, ali lahko vse skupaj sploh uporabi. Tako npr. pokrade ogromno klobukov, pa čeprav ima samo eno glavo. Ko ga na koncu s pomočjo krojačka Hlačka najdejo, mu izpraznijo vse žepe, ki so izredno globoki in se notri najde ogromno stvari. Žepe mu nato zašijejo in okoli vratu obesijo zvonček, tako da ne more v žep spraviti ničesar več, z zvončkom pa opozarja sam nase in ljudje točno vedo, kje se potika, da lahko pazijo na svoje stvari.

## Izdaje
Pravljica Krojaček Hlaček je bila izdana leta 1970,1972, 1975, 1979, 1980 in 1991.